# 易乐早熟禾
易乐早熟禾（学名：Poa eleanorae）为禾本科早熟禾属下的一个种。